# Tamara Pál
Tamara Pál (n. 1 septembrie 2000, în Debrecen) este o handbalistă maghiară care evoluează pe postul de centru pentru clubul românesc SCM Gloria Buzău și echipa națională a Ungariei.
Tamara Pál a câștigat împreună cu naționala de junioare a Ungariei medalia de bronz la Campionatul European pentru Junioare Slovacia 2017. În următorul an a făcut parte din naționala de junioare a Ungariei care a terminat pe locul doi la Campionatul Mondial pentru Junioare din din Polonia, fiind învinsă în finală de echipa Rusiei, cu scorul de 29-27. La Campionatul European pentru Tineret din 2019 desfășurat în Ungaria, ea a cucerit împreună cu naționala de tineret a Ungariei medalia de aur învingând în finală selecționata Țărilor de Jos.

## Palmares
- Campionatul European de Tineret:
  -  Câștigătoare: 2019

- Campionatul Mondial de Junioare:
  -  Medalie de argint: 2018

- Campionatul European de Junioare:
  -  Medalie de bronz: 2017

- FOTE:
  -  Câștigătoare: 2017

- Campionatul Mondial Școlar:
  -  Câștigătoare: 2018

- Liga Campionilor:
  -  Câștigătoare: 2017, 2018, 2019

- Liga Europeană:
  - Turul 3: 2022

- Campionatul Ungariei:
  -  Câștigătoare: 2017, 2018, 2019

- Cupa Ungariei:
  -  Câștigătoare: 2018, 2019
  -  Medalie de argint: 2017

## Distincții individuale
- Cel mai bun centru (All-Star Team) la Campionatul European de Junioare: 2017;[7]
- Cea mai valoroasă jucătoare la Campionatul Mondial Școlar: 2018;[14]
- Inclusă de EHF (Federația Europeană de Handbal) în lista celor mai promițătoare 20 de tinere handbaliste din Europa: 2018;[15][16]
- Cea mai bună marcatoare din Campionatul Ungariei: ediția 2020-2021;[17]

## Statistică goluri și pase de gol
Conform Federației Ungare de Handbal, Federației Române de Handbal, Federației Europene de Handbal și Federației Internaționale de Handbal:
| Sezon             | Echipă | Goluri |
| ----------------- | ------ | ------ |
|                   |        |        |
| 2016-17           |        |        |
| Győri Audi ETO KC | 19     |        |
|                   |        |        |
| 2017-18           |        |        |
| Győri Audi ETO KC | 18     |        |
|                   |        |        |
| 2018-19           |        |        |
| Győri Audi ETO KC | 3      |        |
|                   |        |        |
| 2019-20           |        |        |
| MTK Budapesta     | 27     |        |
|                   |        |        |
| 2020-21           |        |        |
| MTK Budapesta     | 171    |        |
|                   |        |        |
| 2021-22           |        |        |
| MTK Budapesta     | 163    |        |
|                   |        |        |
| 2022-23           |        |        |
| MTK Budapesta     | 151    |        |

| Sezon            | Echipă | Goluri |
| ---------------- | ------ | ------ |
|                  |        |        |
| 2023-24          |        |        |
| SCM Gloria Buzău | 101    |        |

| Sezon             | Echipă | Goluri |
| ----------------- | ------ | ------ |
|                   |        |        |
| 2016-17           |        |        |
| Győri Audi ETO KC | 2      |        |
|                   |        |        |
| 2017-18           |        |        |
| Győri Audi ETO KC | -      |        |
|                   |        |        |
| 2018-19           |        |        |
| Győri Audi ETO KC | 2      |        |
|                   |        |        |
| 2019-20           |        |        |
| MTK Budapesta     | 11     |        |
|                   |        |        |
| 2020-21           |        |        |
| MTK Budapesta     | 17     |        |
|                   |        |        |
| 2021-22           |        |        |
| MTK Budapesta     | 4      |        |
|                   |        |        |
| 2022-23           |        |        |
| MTK Budapesta     | 27     |        |

| Sezon            | Echipă | Goluri |
| ---------------- | ------ | ------ |
|                  |        |        |
| 2023-24          |        |        |
| SCM Gloria Buzău | 16     |        |

| Ediția           | Echipă | Goluri | Pase de gol |
| ---------------- | ------ | ------ | ----------- |
|                  |        |        |             |
| Slovacia 2017    |        |        |             |
| Ungaria junioare | 36     | 18     |             |

| Ediția           | Echipă | Goluri | Pase de gol |
| ---------------- | ------ | ------ | ----------- |
|                  |        |        |             |
| Polonia 2018     |        |        |             |
| Ungaria junioare | 48     | 10     |             |

| Ediția          | Echipă | Goluri | Pase de gol |
| --------------- | ------ | ------ | ----------- |
|                 |        |        |             |
| Ungaria 2019    |        |        |             |
| Ungaria tineret | 19     | 2      |             |

| Sezon             | Echipă | Goluri |
| ----------------- | ------ | ------ |
|                   |        |        |
| 2016-17           |        |        |
| Győri Audi ETO KC | 1      |        |
|                   |        |        |
| 2017-18           |        |        |
| Győri Audi ETO KC | 4      |        |
|                   |        |        |
| 2018-19           |        |        |
| Győri Audi ETO KC | -      |        |

| Sezon         | Echipă | Goluri |
| ------------- | ------ | ------ |
|               |        |        |
| 2021-22       |        |        |
| MTK Budapesta | 38     |        |